# Toernooi
Een toernooi of tornooi (van het Frans tournoi) is een georganiseerd evenement waarbij een aantal deelnemers of teams onderling verscheidene wedstrijden of partijen spelen. De benaming stamt van de middeleeuwse riddertoernooien. Dikwijls gaat het om sportwedstrijden, maar het kan ook om culturele manifestaties gaan, zoals een "welsprekendheidstoernooi" of een "brass-bandtoernooi".
Taalpuristen spreken van een "prijskamp", waar de deelnemers kampen om het behalen van de (hoofd-)prijs.

## Ridderlijke toernooien

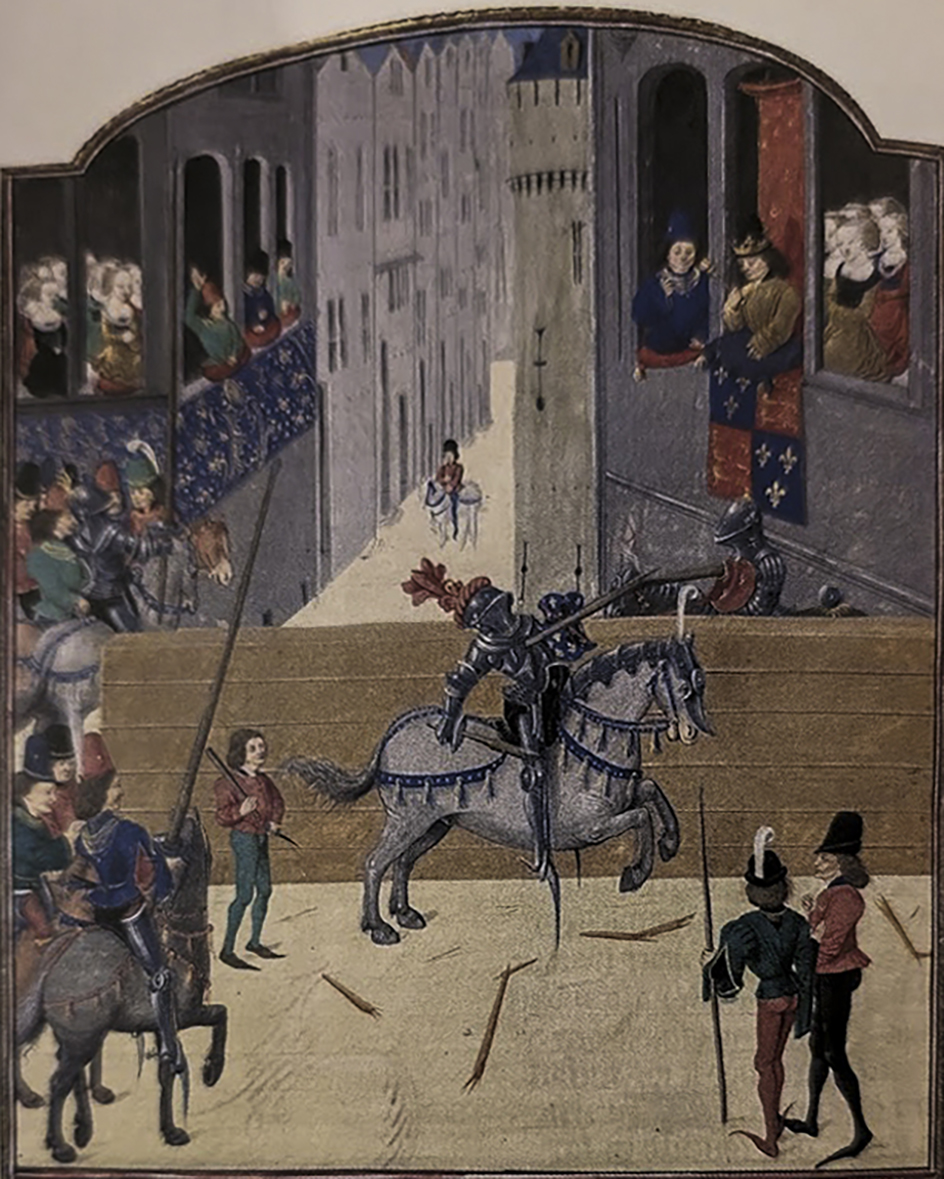
Steekspel in 1342 met Jan van Beaumont (links) en Eduard III van Engeland die toekijkt

Het riddertoernooi was een bepaalde vorm van steekspel. Het steekspel bestond uit opeenvolgende kampen tussen twee ridders die elkaar te paard en met de speer, de lans of het zwaard te lijf gingen. Het toernooi was een oorlog in het klein, waarbij een groep ridders het gelijktijdig opnam tegen een even talrijke groep tegenstanders. Het tornooi kon zowel te paard als te voet worden uitgevochten. Uitgebreide gevechten die mêlées worden genoemd, brachten soms tientallen, soms honderden deelnemers op de been. De regels van deze vorm van toernooien werden vooral door koning René van Anjou vastgesteld. 

## Toernooivormen
Bij sommige sporten of onderdelen moet men aan meerdere wedstrijden deelnemen om landskampioen te worden. Dit is bijvoorbeeld het geval bij de zevenkamp bij atletiek of het all-roundkampioenschap bij het schaatsen. Hierbij worden punten toegekend op basis van het behaalde resultaat. De eindwinnaar van het toernooi is dan degene met het hoogste puntenaantal.

### Knock-outsysteem
Tijdens een knock-outsysteem strijden deelnemers meestal in slechts één wedstrijd om een plaats in de volgende ronde. De verliezer van de confrontatie is dan uitgeschakeld en maakt geen kans meer op het kampioenschap. De winnaar gaat door naar de volgende ronde waar deze gepaard zal worden met een andere winnaar.
De plaatsing van de deelnemers in de eerste ronde wordt meestal door middel van een gewogen loting gedaan. Deelnemers die in voorgaande competities goede resultaten hebben geboekt zullen in het knock-outschema verder uit elkaar geplaatst worden. Hierdoor kunnen de goede deelnemers elkaar pas laat in het schema tegenkomen en is kans groter voor een organisator dat de favorieten langer in het toernooi blijven.
Bij tennis en darten is het gebruikelijk om het landskampioenschap middels een knock-outsysteem af te werken.